# UBS
UBS Group AG  er en schweizisk multinational investeringsbank og finansvirksomhed. Hovedkvarteret er i Zürich, og det er den største virksomhed i verden indenfor private banking. Virksomheden er også engageret i formueforvaltning og formuepleje. I 2020 var virksomhedens omsætning på 36 mia. US$ og der var 71.551 ansatte. UBS' vigtigste markeder er Schweiz, Storbritannien og USA. i juni 2023 købte banken den næststørste bank i Schweiz, Credit Suisse, som var i en finansiel nødsituation. Aftalen om købet blev forhandlet med regeringen og centralbanken i Schweiz.

## Historie
UBS blev oprindeligt etableret i 1862 som Bank in Winterthur. I 1912 fusionerede Bank in Winterthur med Toggenburger Bank og blev til Union Bank of Switzerland (UBS).